# Club Baloncesto Canarias
El Cantera Base 1939 Canarias, también conocido por su apodo «Canarias» o por su acrónimo «CBC», es un equipo de baloncesto español de la ciudad de San Cristóbal de La Laguna, en la isla de Tenerife. Fue fundado en 1939 con el nombre de Club Baloncesto Canarias (1939-1994). Actualmente juega en la Liga ACB, primera competición por importancia en España, con la denominación La Laguna Tenerife, por motivos de esponsorización. La propiedad jurídica del club es de sociedad anónima deportiva, tras convertirse en ella en 2013, requisito para participar en la Liga ACB. Los colores que identifican al equipo son el amarillo y el negro. Desde 2010 juega como local en el Pabellón Insular Santiago Martín, propiedad del Cabildo. 
En total, el club ha participado en 21 ocasiones en la máxima categoría. Además, ha ganado algunos títulos nacionales como la Liga LEB Oro, la Liga LEB Plata, la Copa Príncipe de Asturias, la Primera División B, en una ocasión, o la Liga EBA, que ha ganado dos veces. A nivel internacional se ha adjudicado en dos ocasiones la Liga de Campeones de Baloncesto, y tres veces la Copa Intercontinental FIBA. A nivel regional ha ganado dos Trofeos Gobierno de Canarias y cuatro Ligas de Segunda División. A nivel individual destaca, por encima de todos, Giorgi Shermadini, quien en la temporada 19-20 se alzó con 4 nominaciones a MVP de la jornada, y en la temporada 20-21, lo consiguió en otras 4, además de ser merecedor del MVP de la temporada regural en ACB. Además destacan Blagota Sekulić, jugador del club desde 2012 hasta 2016 que ganó tres veces el Premio al Jugador del Mes de la ACB, así como Luke Sikma, que lo ganó en una ocasión. Además, Dan Bingenheimer consiguió un segundo puesto en un concurso de mates, y en la parcela técnica, Txus Vidorreta fue nombrado en una ocasión como Mejor Entrenador de la ACB.

## Historia

### Los orígenes y la fundación
La entrada del baloncesto en la isla es datada por algunos historiadores a principios de los años 30. El precursor del baloncesto en Tenerife fue Enrique Alonso, que aprendió a jugarlo en Cuba, de donde regresó en 1933. En 1935, Enrique Alonso organizó el primer club de baloncesto tinerfeño, el Olimpic Basket-Ball Club de La Laguna. Como consecuencia de ello se constituyen otros dos equipos, el Batería y el Hespérides. Años después, en 1939, continuando la actividad del Olimpic Basket-Ball Club, se fundó el Club Baloncesto Canarias. El letrado Agrícola García Espinosa de los Monteros ejerció como primer presidente, acompañado por impulsores como Juan Ríos Tejera, Paco Pérez Llombet, Armando Sigut, Emilio González Díaz o Mateo Arbelo.

### Etapa en categorías regionales (1939-1975)
En la década de los cincuenta llegaron los primeros éxitos, compitiendo en las fases nacionales de Segunda División. De tal forma, que en la temporada 1951-52 se adjudicó el Campeonato de Canarias y el subcampeonato Nacional de Segunda División. Tres temporadas después, en la 1954-55, ganó el Campeonato de Tenerife, con Álvaro Acuña como presidente. A finales de la década de los cincuenta, en la temporada 1959-60, el equipo volvió a ganar el Campeonato de Canarias.
En los años sesenta, el Canarias tuvo que abandonar la Cancha Municipal, al ser utilizada para otras obras. Como consecuencia, se originó un descenso a nivel deportivo. En la segunda mitad de la década, hubo un descenso del interés por el baloncesto local, por lo cual todos los clubes insulares entraron en crisis. A partir de este momento, se forma una nueva directiva, con José Domingo Gómez como presidente, y algunos colaboradores como Alberto Reyes, Domingo Luis Martín, Domingo Meca, Isidoro Salazar o Rafael Cabrera.
Al final de la década de los sesenta y principios de los setenta, se fichó a Pepe Cabrera como entrenador, que venía conseguir un subcampeonato de la Copa del Generalísimo y un ascenso a Primera División con el Real Club Náutico. En las temporadas 1971-72, 1972-73 y 1973-74 consiguió el Campeonato Regional, ganando tres consecutivos y accediendo a las fases de ascenso a la máxima categoría. En la temporada 1971-72 tiene, por primera vez, la posibilidad de jugar la promoción a Primera División, pero perdió contra el Pineda. En la 1972-73 perdió en la promoción contra el Breogán Lugo. Y en la temporada 1973-74 quedó el cuarto clasificado en la fase de ascenso. En la siguiente temporada, la 1974-75, consiguió un subcampeonato del grupo C.

### Primeros años en categorías nacionales y Europa (1975-1980)

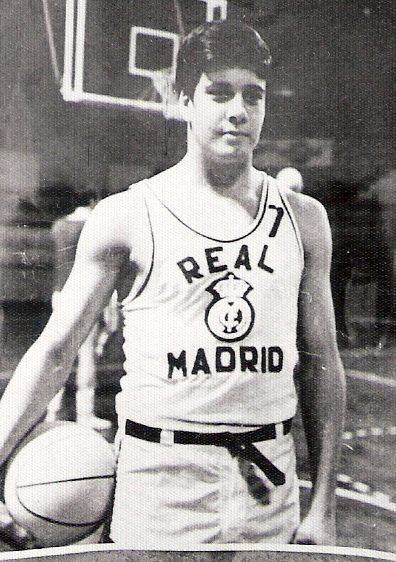
Carmelo Cabrera, jugador del equipo desde 1981 hasta 1988.

En la temporada 1975-76, por su condición de subcampeón regional la campaña anterior, participó por primera vez en una categoría de ámbito nacional, coincidiendo con la creación del grupo único de Segunda División, el cual años más tarde pasaría a llamarse Primera División B, acabando en séptimo puesto. La plantilla de esa temporada estaba formada por Fernando Esquivel, José Manuel Hernández, Javier Hernández, Simón Martín, Fernando Manzano, Juan Diego Fajardo, Manuel de las Casas, Juan Carlos Díaz, Cristóbal Santana y el norteamericano Jim Brown. En 1976 el club empezó a jugar sus encuentros en el pabellón cubierto del colegio Luther king.
En la temporada 1976-77 quedó el cuarto clasificado en la Segunda División. En la temporada 1977-78 recibió la invitación, por parte de la FIBA, para disputar la Copa Korać, tercera competición continental en importancia de la época. Aunque militaba en Segunda División, fue invitado porque los equipos de Primera División habían renunciado a participar en la misma, así que la Federación Española de Baloncesto (FEB) invitó a equipos de la Segunda Categoría Nacional. En la primera ronda se enfrentó al SSV Hagen, que venció 88-67, con 21 puntos de diferencia a favor del equipo alemán, y en la vuelta volvió a superar al Canarias por 92-110. En Segunda División quedó en el octavo puesto de la clasificación.
En la campaña 1978-79 quedó quinto en la clasificación, en la nueva denominada Primera División B. En la temporada 1979-80 ingresó en el club Pablo Casado, que sustituyó en el cargo a José Cabrera, quien pasó a ocupar la secretaría técnica. En esa temporada, el Canarias se enfrentó en un amistoso a la selección española de baloncesto, como preparación para el Campeonato Europeo de 1979. Los tinerfeños perdieron por 31 puntos, con un resultado final de 78-109 a favor de la selección. En la liga quedaron los sextos clasificados.

### Tres ascensos en seis temporadas  (1980-1986)

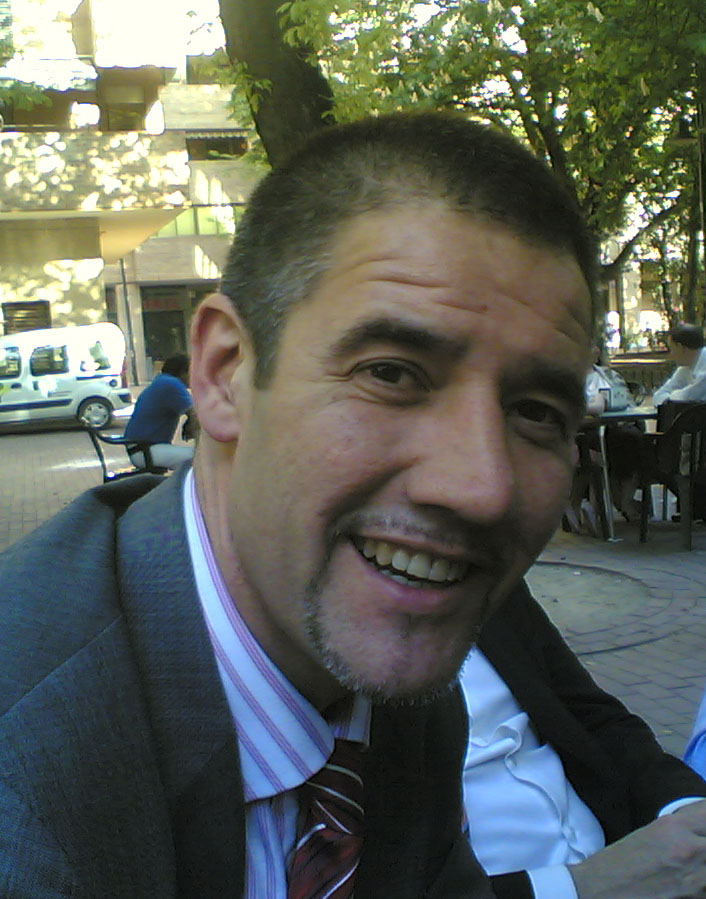
Salva Díez, jugador del club desde 1984 hasta 1989.

En la temporada 1980-81 el club aurinegro ascendió a Primera División con Pablo Casado como entrenador, tras quedar tercero en la Primera División B, pero su debut de la temporada 1981-82 es pésimo y acaba el décimo segundo clasificado, perdiendo la categoría. En la campaña siguiente, continuando con Pablo Casado en la dirección técnica, el club logra un subcampeonado de Primera División B, y su segundo ascenso a la Primera División.
En la temporada 1983-84, el Club Baloncesto Canarias, junto con otros quince equipos crean la Asociación de Clubes de Baloncesto (ACB). El norteamericano Gary Trevet dirigió técnicamente al equipo, que logró mantenerse en Primera División, tras conseguir un undécimo puesto. En la campaña siguiente, quedó el décimo quinto clasificado y descendió a Primera División B. Recuperando la categoría en la temporada 1985-86, al quedar subcampeón.

### Década de los 90
La pérdida de la categoría ACB se produce en la temporada 1990-91. Durante las 3 siguientes temporadas, el CB Canarias está a punto de volver a lograr nuevamente el ascenso, pero no lo consigue. Mientras tanto, graves problemas económicos empiezan a afectar al Club. A finales de la temporada 1993-94, y en gestiones auspiciadas por el Cabildo Insular de Tenerife, se crea una entidad denominada Club Baloncesto Tenerife-Canarias, S.A.D. El Club cede la plaza a esta nueva entidad en la recién creada categoría EBA (2.ª Categoría Nacional) y sigue su andadura en la 2.ª División (1.ª Categoría Provincial). En las dos siguientes temporadas (1994-95 y 1995-96) no se clasifica para la liga regional de 2.ª División que daba opción al ascenso; en la 1996-97 se consigue un meritorio 3º puesto en la Liga Canaria de 2.ª Div., antesala del campeonato y posterior ascenso a la Liga EBA conseguido en Don Benito en la temporada 1997-98.
En las temporadas 1898-99 y 1999-2000 el Club queda a las puertas de la fase de ascenso siendo 4º y 3º respectivamente (había 3 y 2 plazas respectivamente que daban derecho a participar en la fase de ascenso).

### Década 2000-2010
En la temporada 2000-01, el CB Canarias queda campeón del grupo B de la Liga EBA y participa en la fase de ascenso, siendo eliminado en cuartos de final. En la 2001-02 vuelve a quedar campeón del grupo B de la liga EBA, con un balance de 31 victorias y 3 derrotas, esta vez consigue el ascenso a LEB II superando en la final de la fase de ascenso al CB Aracena. En el banquillo estaba Pocho Jeréz y la plantilla contaba con jugadores como Dani "Dinamita" González, Edgar Núñez, Isidro Jiménez o Airam Marrero.
Durante las siguientes 5 temporadas, el CB Canarias milita en la tercera categoría nacional (LEB II). En la temporada 2006-07 se proclama subcampeón de la Copa LEB II y campeón de la fase regular, clasificándose para el play-off de ascenso. Consigue el ascenso tras llegar a la final, aunque en la misma cae derrotado ante el Rosalía. Este equipo estaba entrenado por Alejandro Martínez y el plantel lo componían los siguientes jugadores: Airam Marrero, Airán Higuera, Alejandro González, Jaime Heras, Javier Román, Jakim Donaldson, José Javier Terren, Juan José Fariñas, Levi Rost, Mario Cabanas y Sergio Soria.
En su primera temporada en LEB Oro (2007-08), el CB Canarias consigue clasificarse para el play-off de ascenso, con una plantilla que conserva la base de la que consiguió el ascenso, reforzada con jugadores como Iker Urreizti y Jason Detrick. La siguiente temporada (2008-09) los resultados son más modestos, quedando el equipo clasificado en la zona media de la tabla. La temporada 09-10 vio cómo el CB Canarias consiguió nuevamente la clasificación para play-off de ascenso, siendo eliminados en semifinales por el Menorca, club que a la postre acompañaría al Zaragoza en el ascenso a ACB.

### De 2010 a la actualidad
En el verano de 2010, el club realizó un nuevo proceso de fusión con el CB Tenerife, pasando a denominarse Isla de Tenerife Socas Canarias y trasladando la sede del club al Pabellón Santiago Martín. Este nuevo proceso de fusión acabaría rompiéndose y abandonándose en apenas dos años.
En la temporada 2011-12 el equipo termina primero la primera vuelta por lo que consigue clasificarse como anfitrión para la final de la Copa del Príncipe, dicho torneo se celebró por primera vez en tierras Canarias dando como vencedor al Iberostar Canarias tras imponerse 93-85 al Ford Burgos.
El 8 de abril de 2012, a falta de tres partidos por disputar, lograba el ascenso a la Liga Endesa tras imponerse por 91-77 al Lleida Bàsquet. Con este resultado se proclamaba matemáticamente campeón de su liga y lograba volver a la élite del baloncesto español veinte años después. Su denominación comercial, por motivos de patrocinio, fue Iberostar Canarias.
En la temporada 2013-14, el club sufriría varios cambios. El 29 de julio de 2013 se convertía en Sociedad Anónima Deportiva, requisito indispensable para seguir compitiendo en la Liga ACB. Ese año el equipo quedaría undécimo en la Liga y participaría en la Copa del Rey, siendo eliminado en primera ronda por el Barcelona.
Para el curso 2014-15 el club continúa afianzándose en la máxima categoría y vuelve a repetir la undécima posición de Liga.
La temporada 2015-16 no empezará bien. En noviembre de 2015, Alejandro Martínez dimite como entrenador del Iberostar Tenerife tras doce temporadas al frente de la primera plantilla, en los que pasó tres campañas en LEB II, cinco en LEB I y cuatro en ACB, en un total de 410 encuentros oficiales, 223 victorias y 187 derrotas. Por el camino, lideró los ascensos a LEB I y ACB,disputando una Copa del Rey (2014), devolviendo al club a la élite casi un cuarto de siglo después de su anterior participación. En su lugar es fichado Txus Vidorreta.

### Títulos europeos

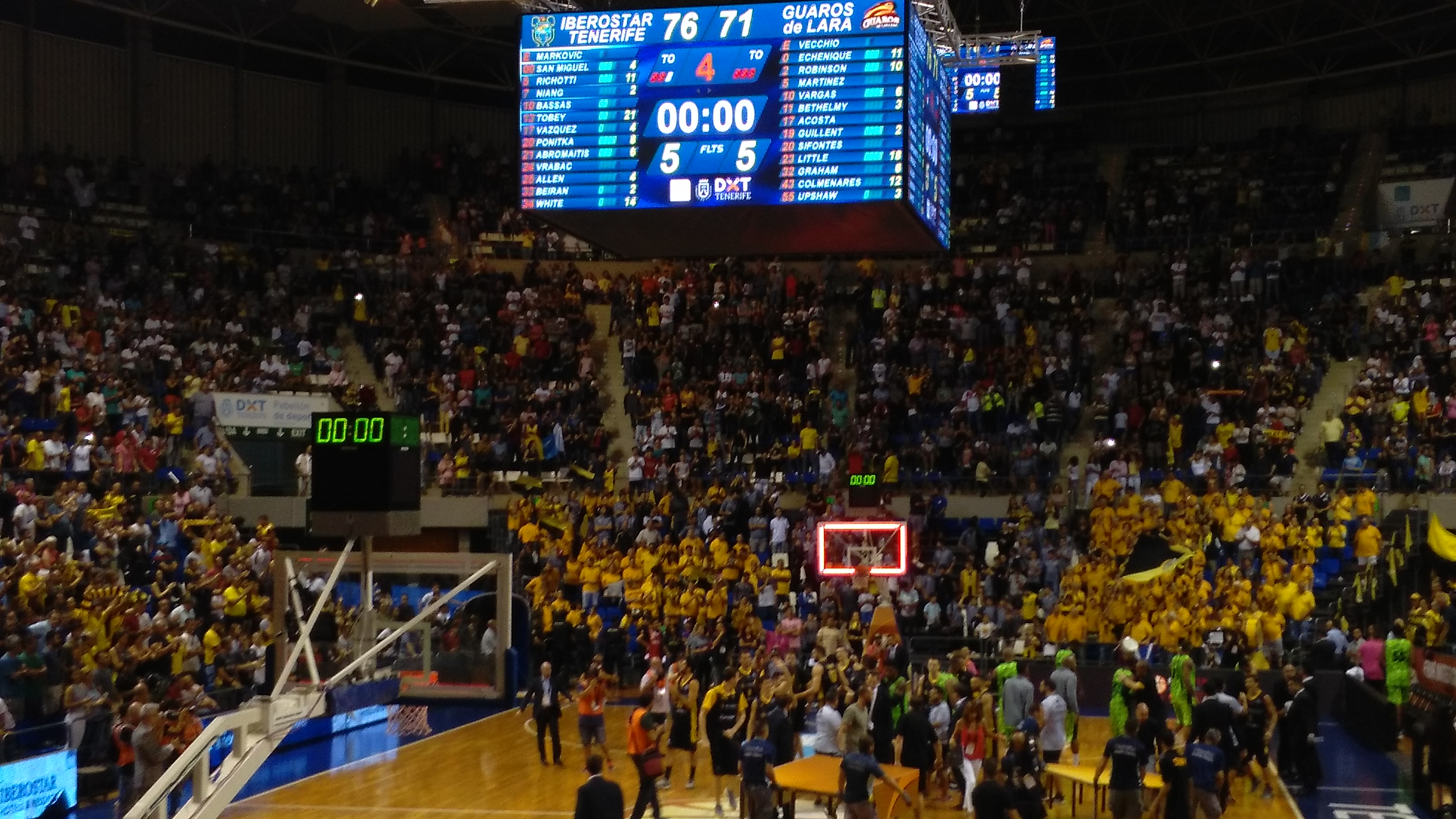
Iberostar Tenerife conquista la Copa Intercontinental FIBA 2017.

En la siguiente temporada (2016-17), el club participó en la nueva competición de la FIBA, la Liga de Campeones de Baloncesto. Realizando un gran campeonato, logra clasificarse para la Final Four celebrada en Tenerife. Tras superar la semifinal contra Reyer Venezia Mestre (67-58), el 30 de abril de 2017 derrota en la final a Banvit Basketbol Kulübü (63-59), alzando el título continental. Se trata del primer trofeo europeo que consigue el equipo lagunero.
Además de la magnífica temporada en BCL, el equipo entrenado por Txus Vidorreta consigue clasificarse para la Copa del Rey como cabeza de serie y logra el mejor balance en Liga regular de su historia (22-10 para un quinto puesto), participando en los playoffs por el título de Liga. Tanto en Copa como en Liga, son eliminados en cuartos de final. A modo anecdótico, cabe destacar las ocho jornadas de Liga en las que Iberostar Tenerife ocupó la primera posición.
Después de un verano de 2017 movido, con las bajas de algunos jugadores y del entrenador principal Vidorreta, Iberostar Tenerife anuncia la llegada de varios fichajes internacionales y de un nuevo entrenador, el bosnio Nenad Marković.
El día 24 de septiembre de 2017, el club aurinegro, campeón de BCL,se enfrenta a Guaros de Lara, campeón de la Liga de las Américas, por la Copa Intercontinental FIBA. Tras un partido igualado, Iberostar Tenerife logra imponerse por 76-71 al equipo venezolano, conquistando por primera vez en su historia el título intercontinental.
Tras un inicio irregular en Liga (4-5), y pese a los buenos resultados de la BCL (5-1), la entidad lagunera llega a un acuerdo con Nenad Marković para su desvinculación, incorporando como nuevo entrenador al griego Fotis Katsikaris.

## Temporada 2024-2025
La temporada arrancaba marcada por importantes cambios en la plantilla aurinegra. Uno de los momentos más significativos fue la salida de un jugador histórico para la entidad, Sasu Salin, que cerraba su etapa en el club el pasado mes de junio, tras cinco temporadas defendiendo con entrega y carácter los colores del Canarias.
A su marcha se sumaron también las de otros jugadores destacados como Kyle Guy, Dušan Ristić, Elgin Cook y Edgar Vicedo, quienes aportaron calidad y compromiso durante su estancia en el equipo. Asimismo, el veterano Oliver Stević, a pesar de su experiencia, solo pudo disputar un reducido número de encuentros debido a circunstancias físicas.
El 26 de junio, el club sorprendía con el anuncio de la incorporación de Lluís Costa, un veterano base que terminó ofreciendo un extraordinario rendimiento desde el rol de tercer director de juego. Ya en el mes de julio se sumaron a la plantilla Thomas Scrubb y David Kramer, procedentes del Monbus Obradoiro y Covirán Granada respectivamente, quienes acabarían siendo piezas fundamentales para el gran nivel mostrado por el equipo durante toda la campaña.
También en julio se produjo la llegada de Payton Willis, debutante en la Liga Endesa, procedente del Pistoia Basket 2000. Sin embargo, su paso por el club fue breve y discreto, con poco o ningún impacto deportivo, motivado por su particular forma de entender el compromiso con la entidad, lo que derivó en su baja prematura.
Aunque la edad media de los nuevos fichajes es alta (32,4 años), se mantiene en la línea de algunos veteranos que han causado baja (por ejemplo, Stević con 41 años o Salin y López con 34).
Las nuevas incorporaciones tienen una media de altura y peso similar a las salidas, lo que indica una continuidad en el perfil físico del equipo.
Salen 3 exteriores (Salin, Guy, López) y entran 2 exteriores (Willis y Kramer). Cook y Vicedo son sustituidos por Scrubb, también alero. Lluis Costa llega como base, quizás anticipando más movimientos o sustituyendo una rotación menos visible.
Se refuerza con jugadores con experiencia reciente en ACB (Costa, Kramer, Scrubb) y se mantienen apuestas por el baloncesto europeo con experiencia contrastada.
El Club Baloncesto Canarias (La Laguna Tenerife) firmó una de sus mejores temporadas en los últimos años, con un rendimiento sólido y regular a lo largo de todas las competiciones disputadas.
En la Liga Regular ACB, el equipo cerró su participación con un meritorio tercer puesto, confirmando su presencia entre los conjuntos más competitivos del campeonato. Este excelente rendimiento se mantuvo en los Play-Offs por el título, donde el conjunto lagunero alcanzó la condición de tercer clasificado final. Marcelinho Huertas, a sus 42 años, fue reconocido como el jugador más valioso de la Liga Endesa en la temporada 2024/25. Este premio llegó tras una temporada regular en la que Huertas promedió 14.3 puntos, 7.2 asistencias y 2.2 rebotes en poco más de 24 minutos por partido, con una valoración media de 16.7 créditos.
En el ámbito copero, el equipo volvió a ser protagonista al clasificarse para la fase final de la Copa del Rey, alcanzando las semifinales tras superar una exigente eliminatoria de cuartos ante el FC Barcelona, demostrando una vez más su capacidad para rendir al máximo en los momentos clave.
El equipo alcanzó la fase final del Play-Off por el título de Liga ACB con la condición de cabeza de serie, reflejo del gran trabajo realizado durante la liga regular. En las eliminatorias, los aurinegros mostraron un nivel competitivo altísimo, logrando clasificarse para las semifinales, donde cayeron con gran honra ante un sólido Valencia Basket, en una serie intensa que confirmó la madurez del proyecto deportivo.
En el escenario europeo, el Canarias firmó su mejor participación histórica en la Basketball Champions League, competición en la que ha estado presente de forma continuada durante las nueve últimas temporadas. La fase regular fue perfecta, alcanzando el 100% de victorias hasta la Final Four, realizando una fase de clasificación  con solvencia y autoridad, siendo uno de los favoritos al título.
Sin embargo, en la última fase, los resultados no acompañaron: el equipo cayó en semifinales ante Galatasaray y posteriormente en el duelo por el tercer puesto frente al AEK de Atenas, cerrando su participación en cuarta posición.
Marcelinho Huertas fue nombrado MVP de la Basketball Champions League 2024/2025, marcando la segunda vez consecutiva que recibe este galardón. Con este galardón se convirtió em el primer jugador en la historia de la BCL en repetir como MVP, tras haberlo conseguido la temporada 23/24. La ceremonia de entrega de premios se llevó a cabo en Atenas, donde recibió el trofeo de manos de la leyenda griega Theodoros Papaloukas. Además, fue incluido en el Mejor Quinteto de la temporada. 

## Nombres comerciales
A lo largo de su historia, el club ha participado en las competiciones bajo diferentes denominaciones por motivos de patrocinios. El primer patrocinador fue Pepsi, adoptando el nombre Universidad Canarias Pepsi, con el que permaneció desde 1970 hasta 1975. La denominación más duradera del equipo fue la de la empresa de construcción Socas Canarias, mantenida desde 2001 hasta 2011. En total, han sido catorce las denominaciones por motivos de patrocinio que ha recibido el club, hasta llegar a la actual, La Laguna Tenerife. Los siguientes son los nombres comerciales que ha recibido:

## Mascota
Desde el inicio de la temporada 2018-19 el club cuenta con una mascota para amenizar los momentos en los que el balón no está en juego en el Pabellón Santiago Martín. La mascota se llama Auri y representa a una abeja con los colores del equipo, el amarillo y el negro. El club eligió a una abeja porque, según ellos, «representa valores como el trabajo en equipo por un bien común, la constancia, el esfuerzo continuo y el compañerismo».

## Datos del club
- Puesto histórico: 15.º
- Temporadas en 1.ª: 21.
- Mejor puesto en la liga: 3.º (temporada 2020-21).
- Peor puesto en la liga: 24.º (temporada 1990-91).

## Palmarés
Palmarés oficial del club:
- Copa del Rey ACB
  - Subcampeón: 2022-23

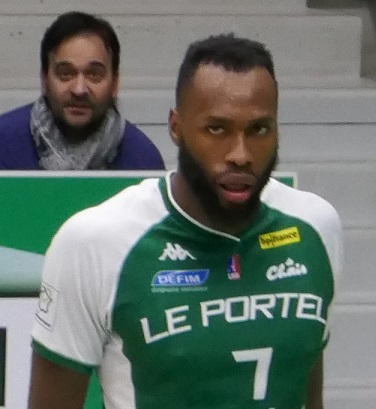
Jakim Donaldson, jugador del equipo desde 2006 hasta 2013.

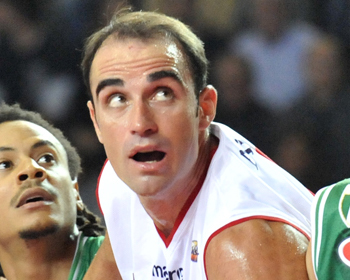
Diego Fajardo, jugador del equipo durante la temporada 2013-14

- Liga de Segunda División: cuatro títulos
  - Campeones: 1971-72, 1972-73, 1973-74, 1997-98
  - Subcampeones: 1957-58, 1964-65, 1965-66, 1970-71, 1974-75
- Liga Primera División B: un título
  - Campeones: 1985-86
- Copa del Príncipe de Asturias: un título
  - Campeones: 2011-12
- Liga Española de Baloncesto Oro: un título
  - Campeones: 2011-12
- Liga Española de Baloncesto Plata: un subtítulo
  - Subcampeones: 2006-07
- Copa LEB Plata: un subtítulo
  - Subcampeones: 2007
- Liga Española de Baloncesto Aficionado: un título
  - Campeones: 2001-02
- Liga de Campeones de Baloncesto: dos títulos
  - Campeones: 2017 y 2022
  - Subcampeones: 2018-19, 2023-24
- Copa Intercontinental FIBA: tres títulos
  - Campeones: 2017, 2020 y 2023
- Trofeo Gobierno de Canarias: dos títulos
  - Campeones: 2009, 2011
  - Subcampeones: 2006

Distinciones
- Medalla de Oro de Canarias (1): 2017[49][50]

## Pabellón

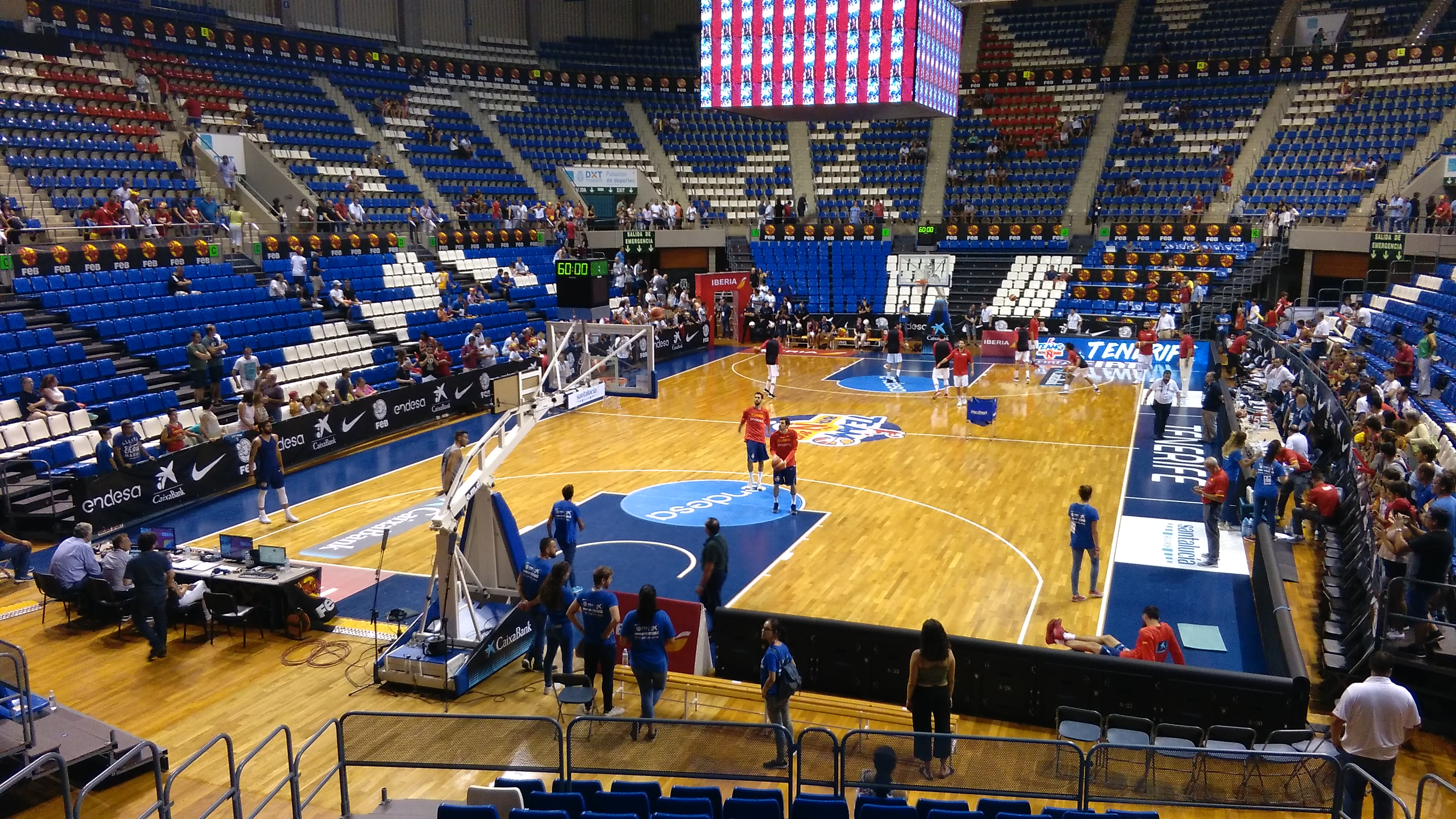
Vista del Pabellón Insular Santiago Martín antes de un partido

El Canarias juega como local en el Pabellón Insular Santiago Martín, con capacidad para 5.100 espectadores. Se encuentra situado en San Cristóbal de La Laguna y es propiedad del Cabildo de Tenerife. Tiene una superficie total de 14 334 m². El pabellón fue inaugurado en 1999, y sus instalaciones permanecen abiertas durante todo el año, sin interrupciones. Para el uso deportivo, contiene cinco vestuarios grandes y cuatro dobles. Además, hay disponible un gimnasio, una enfermería, una sala de vídeo y de prensa, así como cinco camerinos.
Fue sede de la Final Four de la Liga de Campeones de Baloncesto 2016-17 y de la Copa Intercontinental FIBA 2017, en las que el propio club se proclamó campeón de los torneos. En 2018 fue una de las dos sedes de la Copa Mundial de Baloncesto Femenina, junto al Pabellón Municipal de Deportes.
Anteriormente, el equipo jugó en el Santo Domingo de Guzmán, La Alhóndiga, Cancha Anchieta, la Universidad de La Laguna, el Pabellón del Colegio Luther King (1976-1986) y el Pabellón Juan Ríos Tejera (1986-2010).

## Plantilla actual
Jugadores cedidos
- Alberto Cabrera (FC Cartagena Baloncesto).
- Mark Ivankovic (Zornotza).

## Jugadores
En el club han jugado algunos de los baloncestistas más importantes a nivel nacional, como atestiguan los diferentes títulos que han obtenido cuando eran miembros del club. Por ejemplo, en 2018 la selección española convocó a tres jugadores del Canarias de cara a la clasificación para la Copa Mundial de 2019, Javier Beirán, Sebas Saiz y Rodrigo San Miguel. Carmelo Cabrera, jugador del club entre 1981 y 1988, es el 41.º con más partidos con el combinado nacional. Respecto a los jugadores extranjeros, el estadounidense Joby Wright fue el primero en llegar, en el año 1973. Y Levi Rost es el que más encuentros ha jugado, con poco más de 225 partidos, por delante de Jakim Donaldson. A nivel de títulos individuales conseguidos en la primera categoría, destacan Larry McNeill, máximo anotador en la campaña 1981-82, Blagota Sekulić, que ganó tres veces el Premio al Jugador del Mes de la ACB, y Mateusz Ponitka, componente del Segundo Quinteto Ideal de la temporada 2017-18, entre otros jugadores. También cabe destacar al tinerfeño Ricardo Guillén, que en 2010 consiguió con el Canarias convertirse en el máximo anotador en la historia de la LEB Oro.

### Estadísticas
| Categoría        | Jugador                                              | Totales acumulados                     |
| ---------------- | ---------------------------------------------------- | -------------------------------------- |
| Partidos jugados | Tim Abromaitis Aaron Doornekamp Marcelinho Huertas   | 363 partidos 329 partidos 319 partidos |
| Puntos anotados  | Giorgi Shermadini Marcelinho Huertas Germán González | 4364 puntos 4268 puntos 3435 puntos    |
| Rebotes          | Giorgi Shermadini Tim Abromaitis Aaron Doornekamp    | 1674 rebotes 1533 rebotes 1327 rebotes |

| Categoría   | Jugador                                               | Totales acumulados                               |
| ----------- | ----------------------------------------------------- | ------------------------------------------------ |
| Asistencias | Marcelinho Huertas Bruno Fitipaldo Rodrigo San Miguel | 2130 asistencias 971 asistencias 746 asistencias |
| Triples     | Aaron Doornekamp Sasu Salin Tim Abromaitis            | 596 triples 563 triples 489 triples              |
| Tapones     | Giorgi Shermadini Mike Harper Tim Abromaitis          | 165 tapones 131 tapones 102 tapones              |
| Valoración  | Giorgi Shermadini Marcelinho Huertas Tim Abromaitis   | 5775 puntos 4813 puntos 3562 puntos              |

- Nota: Estas estadísticas datan hasta final de temporada 2024/2025 temporada 2024-25 y corresponden a datos de partidos de la Liga ACB (1983), PLAY OFF por el título, Copa del Rey, Supercopa de España, Basketball Champions League (2024-25) (Hasta 31/01/2025) y FIBA International CUP.[66]

### Trofeos individuales
| Récords - Ricardo Guillén - máximo anotador de la LEB Oro. Máximo anotador de la ACB - Larry McNeill - 1981-82. Máximo asistente de la ACB - Marcelinho Huertas - 2023-24. Quinteto Ideal de la ACB - Giorgi Shermadini - primer quinteto 2019-20. - Marcelinho Huertas - primer quinteto 2020-21. - Giorgi Shermadini - primer quinteto 2020-21. - Marcelinho Huertas - primer quinteto 2021-22. - Giorgi Shermadini - primer quinteto 2021-22. Segundo Quinteto Ideal de la ACB - Mateusz Ponitka - segundo quinteto 2017-18. - Javier Beirán - segundo quinteto 2018-19. - Marcelinho Huertas - segundo quinteto 2019-20. | Premio al Jugador del Mes de la ACB - Blagota Sekulić - octubre de 2013. - Blagota Sekulić - diciembre de 2013. - Luke Sikma - mayo de 2014. - Blagota Sekulić - octubre de 2014. - Javier Beirán - noviembre de 2018. - Giorgi Shermadini - enero de 2017. - Giorgi Shermadini - marzo de 2017. - Giorgi Shermadini - mayo de 2017. - Giorgi Shermadini - febrero de 2019. - Giorgi Shermadini - diciembre de 2019. - Giorgi Shermadini - octubre de 2020. - Giorgi Shermadini - enero de 2021. - Giorgi Shermadini - marzo de 2021. - Giorgi Shermadini - marzo de 2022. - Giorgi Shermadini - abril de 2022. - Giorgi Shermadini - enero de 2023. | MVP de la temporada - Jakim Donaldson - LEB Oro 2008-09. - Jakim Donaldson - LEB Oro 2009-10. - Ricardo Guillén - LEB Oro 2010-11. - Giorgi Shermadini - Liga ACB 2020-21 - Giorgi Shermadini - Liga ACB 2022-23 - Marcelinho Huertas - Liga ACB 2024-25 |

### Números retirados
El Canarias es uno de los clubes que como medida excepcional adoptó la tradición americana de retirar los números de las camisetas de los jugadores que han hecho historia en el club en señal de reconocimiento. Así, tras el hecho, ningún jugador posterior podrá lucir dicho número, que quedará como homenaje póstumo al jugador. El ocho es el único número que ha retirado el club a lo largo de su historia.
|  | - 8. Ricardo «Richi» Bethencourt, Base, 1978-1985 - Durante casi toda su carrera jugó en Tenerife, sobre todo en el Canarias, donde estuvo siete temporadas. En 1998 falleció debido a un accidente de tráfico, mientras se dirigía en coche hacía La Laguna. En su memoria, el club retiró su camiseta con el número ocho y la colgó en el techo del Pabellón Juan Ríos Tejera, cancha del equipo hasta 2010. En 2017, siete temporadas después del cambio de pabellón del equipo, se trasladó la camiseta al Santiago Martín. |

## Entrenadores

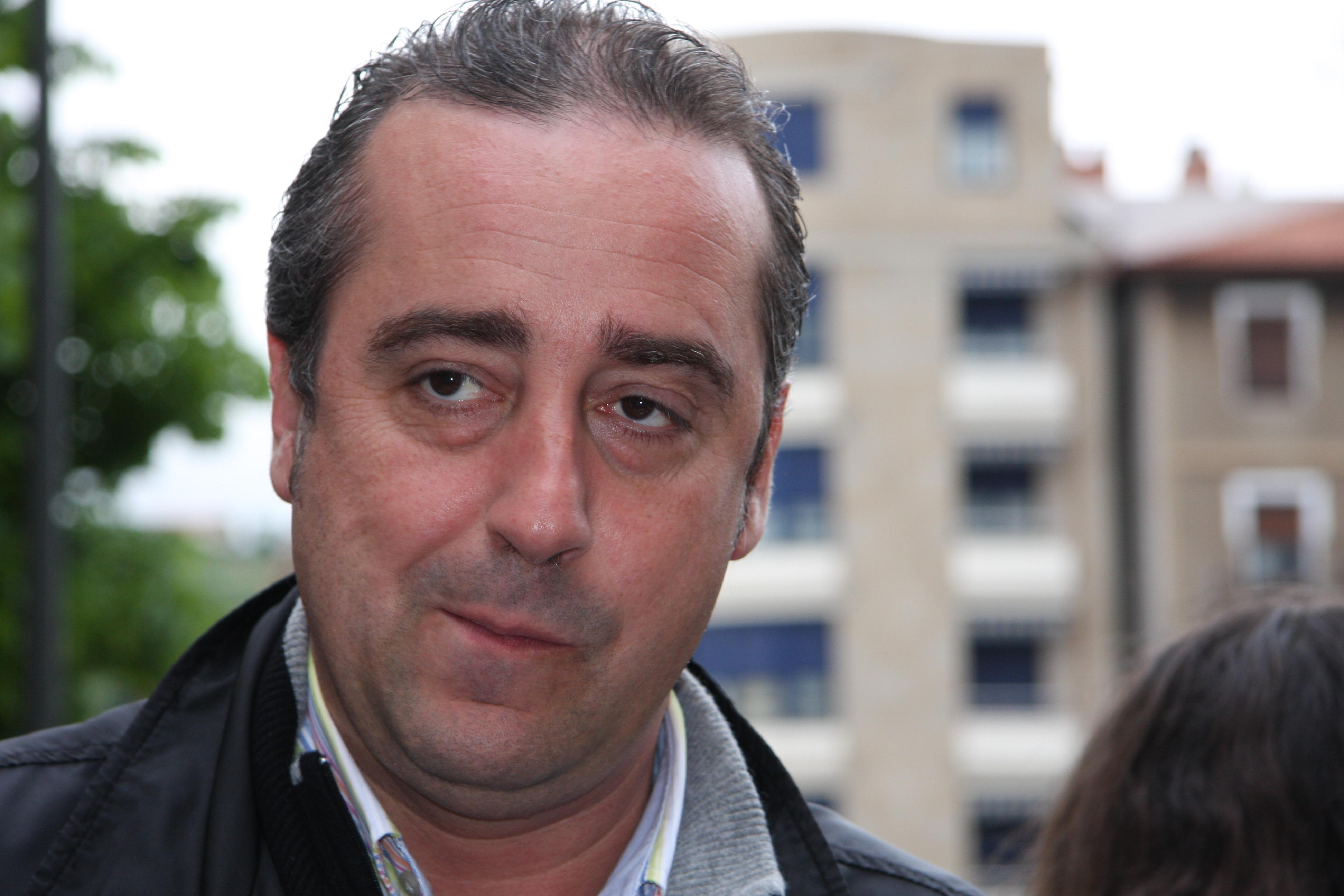
Txus Vidorreta es el actual entrenador del equipo.

Desde 1975, año del debut en categoría nacional, el Canarias ha tenido 22 entrenadores. Entre todos ellos, Alejandro Martínez es el que más partidos ha dirigido, con un total de 410 encuentros oficiales, 223 victorias y 187 derrotas. Alejandro se mantuvo durante doce temporadas como entrenador del club, desde 2004 hasta 2015. También es el que más ascensos y títulos ha conseguido. El entrenador que mejor porcentaje de victorias ostenta es Poco Jérez, que ganó 49 de los 58 partidos que dirigió (84,5 %). Txus Vidorreta consiguió el premio Mejor Entrenador de la ACB de la temporada 2016-17, tras ganar 22 partidos de los 32 jugados en la liga regular.

### Trofeos individuales
Mejor Entrenador de la ACB
- Txus Vidorreta - 2016-17[85]

## Presidentes
El Canarias ha tenido 14 presidentes a lo largo de su historia, todos ellos españoles. Félix Hernández Rodríguez es el que más tiempo ha estado en su puesto, 14 años entre 2005 y la actualidad. En siguiente lista se muestran los nombres de los que han dirigido el club desde su fundación hasta el día de hoy:
| - 1. Agrícola García Espinosa, 1939-? - 2. Jesús García Samarín, ¿-? - 3. Álvaro Acuña Dorta, ¿-? - 4. Roberto García de Mora, ¿-1970 - 5. José Domingo Gómez García, 1970-75 | - 6. «Padre» Adán, 1975-79 - 7. David García Linares, 1979-84 - 8. Santiago Martín, 1984-91 - 9. Manuel Martínez Hermoso, 1991-92 - 10. Francisco Esteban, 1992-93 | - 11. Benigno Afonso de León, 1993-96 - 12. Claudio García del Castillo, 1996-97 - 13. Roberto Marrero, 1997-05 - 14. Félix Hernández Rodríguez, 2005-2025 - 15. Aniano Cabrera Rodríguez, 2025-act |

## Otras secciones deportivas
El Cantera Base Canarias se fundó como una entidad polideportiva cuyo principal deporte era el fútbol, aunque, además de la sección de baloncesto, también contó con lucha canaria, boxeo, ciclismo, atletismo, ajedrez y tenis de mesa, todas ellas desaparecidas. La sección de fútbol se inscribió oficialmente en la Federación Tinerfeña de Fútbol el 28 de mayo de 1941, pero en 1956 dejó de competir debido a problemas con la titularidad del estadio. La de lucha canaria solo permaneció durante dos años, entre 1943 y 1945, cuando fue absorbida por la Sociedad Acaymo.

#### Evolución del sistema español de la liga del baloncesto
| Nivel | Período     | Período       | Período       | Período     | Período     | Período     | Período     | Período     | Período     |
| Nivel | 1957–78     | 1978–83       | 1983–90       | 1990–94     | 1994–96     | 1996–2000   | 2000–07     | 2007–09     | 2009–       |
| ----- | ----------- | ------------- | ------------- | ----------- | ----------- | ----------- | ----------- | ----------- | ----------- |
| 1     | 1ª División | 1ª División   | ACB           | ACB         | ACB         | ACB         | ACB         | ACB         | ACB         |
| 2     | 2ª División | 1ª División B | 1ª División B | 1ª División | EBA         | LEB         | LEB         | LEB Oro     | LEB Oro     |
| 3     | 3ª División | 2ª División   | 2ª División   | 2ª División | 2ª División | EBA         | LEB 2       | LEB Plata   | LEB Plata   |
| 4     | Inferiores  | 3ª División   | Inferiores    | Inferiores  | Inferiores  | 2ª División | EBA         | LEB Bronce  | EBA         |
| 5     | Inferiores  | Inferiores    | Inferiores    | Inferiores  | Inferiores  | Inferiores  | 1ª División | EBA         | 1ª División |
| 6     | Inferiores  | Inferiores    | Inferiores    | Inferiores  | Inferiores  | Inferiores  | Inferiores  | 1ª División | Inferiores  |
| 7     | Inferiores  | Inferiores    | Inferiores    | Inferiores  | Inferiores  | Inferiores  | Inferiores  | Inferiores  | Inferiores  |

### General
- Issuu (2016). Guía Oficial 2016-17 del Iberostar Tenerife. Consultado el 31 de marzo de 2019.